# Camaija macrocephala
Camaija macrocephala är en insektsart som beskrevs av Van Duzee 1907. Camaija macrocephala ingår i släktet Camaija och familjen dvärgstritar. Inga underarter finns listade i Catalogue of Life.